# Adam Faith
Terence "Terry" Nelhams-Wright, známý jako Adam Faith (23. června 1940 – 8. března 2003), byl anglický zpěvák, herec a novinář.

## Diskografie

### Singly
| Rok  | Název                                         | UK Singles Chart |
| ---- | --------------------------------------------- | ---------------- |
| 1958 | „(Got A) Heartsick Feeling“                   | -                |
| 1958 | „Country Music Holiday“                       | –                |
| 1959 | „Ah, Poor Little Baby!“                       | -                |
| 1959 | „What Do You Want?“                           | 1                |
| 1960 | „Poor Me“                                     | 1                |
| 1960 | „Someone Else's Baby“                         | 2                |
| 1960 | „When Johnny Comes Marching Home“/ „Made You“ | 5                |
| 1960 | „How About That!“                             | 4                |
| 1960 | „Lonely Pup (In a Christmas Shop)“            | 4                |
| 1961 | „Who Am I!“ / „This is It!“                   | 5                |
| 1961 | „Easy Going Me“                               | 12               |
| 1961 | „Don't You Know It?“                          | 12               |
| 1961 | „The Time Has Come“                           | 4                |
| 1962 | „Lonesome“                                    | 12               |
| 1962 | „As You Like It“                              | 5                |
| 1962 | „Don't That Beat All“                         | 8                |
| 1962 | „Baby Take a Bow“                             | 22               |
| 1963 | „What Now“                                    | 31               |
| 1963 | „Walkin' Tall“                                | 23               |
| 1963 | „The First Time“                              | 5                |
| 1963 | „We Are in Love“                              | 11               |
| 1964 | „If He Tells You“                             | 25               |
| 1964 | „I Love Being in Love with You“               | 33               |
| 1964 | „Only One Such as You“                        | -                |
| 1964 | A Message to Martha (Kentucky Bluebird)“      | 12               |
| 1965 | „Stop Feeling Sorry For Yourself“             | 23               |
| 1965 | „Hand Me Down Things“                         | -                |
| 1965 | „Someone's Taken Maria Away“                  | 34               |
| 1965 | „I Don't Need that Kind of Lovin'“            | -                |
| 1966 | „Idle Gossip“                                 | -                |
| 1966 | „To Make a Big Man Cry“                       | -                |
| 1966 | „Cheryl's Goin' Home“                         | 46               |
| 1967 | „What More Can Anyone Do?“                    | -                |
| 1967 | „Cowman, Milk Your Cow“                       | -                |
| 1967 | „To Hell With Love“                           | -                |
| 1968 | „You Make My Life Worth While“                | -                |
| 1974 | „I Survive“                                   | -                |
| 1974 | „Maybe“                                       | -                |
| 1974 | „I Believe in Love“                           | -                |
| 1975 | „Strung Out Again“/ „Steppin' Stone“          | -                |
| 1976 | „Vindictive Attack“                           | -                |
| 1978 | „What Do You Want?“/ „Poor Me“                | -                |
| 1983 | „What Do You Want?“/ „How About That!“        | -                |
| 1993 | „Stuck in the Middle“ (with Roger Daltrey)    | -                |

### Alba
- Adam (Parlophone) (1960) – UK Number 6
- Beat Girl (filmový soundtrack) (Columbia) (1961) – UK Number 11
- Adam Faith (Parlophone) (1962) – UK Number 20
- From Adam with Love (Parlophone) (1963)
- For You - Love Adam (Parlophone) (1963)
- On the Move (Parlophone) (1964)
- Faith Alive (Parlophone) (1965) – UK Number 19
- I Survived (Warner Bros.) (1974)
- Midnight Postcards (PolyGram) (1993) – UK Number 43

### EPs
- Adam Faith (Parlophone GEP 8851)

The Time Has Come (Vandyke), Watch Your Step (Parker), I've Just Fallen for Someone (Askew) and I'm Coming Home (Johnson-Rado). Produced and conducted by John Barry 1961
- Adam Faith (Parlophone GEP 8852)

All These Things (Vandyke), It's All Over Now (Whyton), Second Time (Vandyke), Come To Me (Cenci-Carr), If I Had a Hammer (Hays-Seeger, I'm Going To Love you Too (Mauldin-Sullivan-Petty). Produced and conducted by John Barry 1961

### Kompilační alba
- The Best of Adam Faith (Starline) (1966)
- The Best of Adam Faith (MFP) (1971)
- 24 Golden Greats (Warwick) (1981) - UK Number 61
- Not Just A Memory (Amy Records) (1983)
- The Best of Adam Faith (re-issue) (MFP) (1985)
- The Best of Adam Faith (second re-issue) (MFP) (1989)
- The Singles Collection (Greatest Hits) (1990)
- The Best of EMI Years (1994)
- The Very Best of Adam Faith (MFP/EMI) (1997)
- Greatest Hits (EMI Gold) (1998)
- The Very Best of Adam Faith (EMI) (2005)
- All The Hits (EMI Gold) (2009)

### Britské singly
- „What Do You Want?“ / „From Now Until Forever“ (Cub 9061)
- „Poor Me“ / „The Reason“ (Cub 9068)
- „I Did What You Told Me“ / „Johnny Comes Marching Home“ (Cub 9074)
- „Don't That Beat All“ / „Mix Me A Person“ (Dot 16405)
- „So Long, Baby“ / „The First Time“ (Amy 895)
- „We Are In Love“ / „What Now?“ (Amy 899)
- „It's Alright“ / „I Just Don't Know“ (Amy 913) (#31)
- „Talk About Love“ / „Stop Feeling Sorry For Yourself“ (Amy 922) (#97)
- „I Don't Need That Kind Of Lovin'“ / „I'm Used To Losing You“ (Capitol 5543)
- „Here's Another Day“ / „To Make a Big Man Cry“ (Capitol 5699)

### Americká alba
- England's Top Singer (MGM E/SE 3951)
- Adam Faith (Amy 8005/S-8005)